# Kühneozaur
Kühneozaur (Kuehneosaurus) – rodzaj wymarłych późnotriasowych gadów z Wielkiej Brytanii. Długi na 72 cm, miał „skrzydła” utworzone z żeber wystających na 14,3 cm, połączonych błoną, które pozwalały mu spowolnić spadek w czasie skoków po drzewach.
Swoją nazwę otrzymał na cześć niemieckiego paleontologa, Waltera Kühne.